# Super Bowl XLVI
El Super Bowl XLVI fue la 46ª edición del Super Bowl de fútbol americano, y el partido por el campeonato anual número 42 de la era moderna de la National Football League (NFL).
Se disputó el 5 de febrero de 2012 en el Lucas Oil Stadium en Indianápolis entre el campeón de la Conferencia Americana (AFC), New England Patriots, y el campeón de la Conferencia Nacional (NFC), New York Giants. Fue la primera vez que el Super Bowl se jugó en Indianápolis. 
Fue la cuarta vez que el Super Bowl se celebró en una ciudad de clima frío, después de Detroit (Super Bowl XVI y Super Bowl XL) y Mineápolis (Super Bowl XXVI). En los Estados Unidos, el partido fue televisado a nivel nacional por la NBC. El kickoff se programó para las 6:30 p. m. EST. 
Por tradición, al ser número par de Super Bowl, el equipo New England Patriots jugó como equipo local. El Super Bowl XLVI ha sido el sexto en el que los dos equipos se habían enfrentado anteriormente en otro Super Bowl, en este caso en el XLII, también repitiendo acontecimiento los entrenadores en jefe (Tom Coughlin y Bill Belichick) y los quarterbacks iniciales (Eli Manning y Tom Brady).

## Estadio
Tres ciudades presentaron sus candidaturas:
- El 31 de enero de 2008, Houston, Texas, la oficina de convenciones y visitantes de Houston anunció sus planes para organizar el partido en el estadio Reliant, y la celebración de eventos en el Parque Reliant, con la esperanza de que su ciudad fuera la sede de la final del campeonato por segunda vez.

- El 19 de febrero de 2008, la ciudad de Indianápolis, dirigido por el dueño de los Colts, Jim Irsay y el alcalde de Indianápolis Greg Ballard, anunció oficialmente los detalles sobre sus intenciones de hacer una oferta para el Super Bowl XLVI.

- El 6 de marzo de 2008, un mes después de recibir el Super Bowl XLII en el University of Phoenix Stadium en Glendale, Arizona, el Comité Organizador encabezado por el presidente del Comité Mike Kennedy anunció formalmente sus intenciones de hacer una oferta por otro.

Dueños de las Franquicias de la NFL seleccionaron la oferta de Indianápolis en su reunión el 20 de mayo de 2008. 
Un conflicto laboral había amenazado el aplazamiento o la cancelación del partido durante la primavera y el verano de 2011, oficiales de la liga habían establecido planes de contingencia para retrasar el encuentro una semana, si fuera necesario aplazar partidos de temporada regular en la segunda semana de enero. Los planes de contingencia no se aplicaron, ya que el conflicto laboral que se resolvió a finales de julio. 

## Antecedentes

### New York Giants
Con un récord de 9-7 durante la temporada regular, los Gigantes regresaron a los playoffs por primera vez desde 2008, cuando ganó la NFC Este y terminó la temporada como número 4 de la conferencia nacional . Los Gigantes entraron a la postemporada de la NFL en la semana 17 cuando estaban empatados con los Dallas Cowboys en el liderato de la división con un récord de 8-7. Los Gigantes tomaron una ventaja de 21-0 en la primera mitad, pero los Vaqueros lograron poner el marcador 21-14 al inicio del último cuarto, los Gigantes consiguieron derrotar a los Vaqueros 31-14, obteniendo el título divisional y un lugar en los playoffs. Luego avanzaron a los playoffs al derrotar a los Atlanta Falcons en el juego de Comodines 24-2, luego lograron vencer a los equipos con los dos mejores registros en la NFL de este año, venciendo a los Green Bay Packers (con 15-1) 37-20 y a los San Francisco 49ers (con 13-3) 20-17 con un gol de campo ganador en el tiempo extra.
La ofensiva de los Gigantes fue dirigida por el mariscal de Pro Bowl Eli Manning, en su séptima temporada como titular del equipo. Manning establece nuevos récords en casi todas las categorías estadísticas en 2011, lanzando para su franquicia un registro de 4933 yardas y 29 touchdowns y 16 intercepciones, dándole una calificación de pasador de 92,9. Su blanco principal fue el receptor Victor Cruz, quien atrapó 82 pases para un récord de franquicia de 1536 yardas (tercero en la NFL) y 9 touchdowns. Pero él tenía varios otros jugadores, incluyendo Hakeem Nicks (76 recepciones, 1192 yardas, siete touchdowns), Mario Manningham (39 recepciones y 523 yardas en 12 partidos) y el ala cerrada Jake Ballard  (38 recepciones, 604 yardas, 15,9 promedio).
El corredor de Ahmad Bradshaw fue el líder corredor del equipo con 659 yardas y 9 touchdowns. También fue un arma confiable en el juego aéreo, realizando 34 recepciones para 267 yardas y dos touchdowns. Brandon Jacobs también hizo una gran contribución en el suelo, corriendo para 571 yardas y 7 touchdowns.
La línea defensiva de Nueva York fue liderada por los alas defensivas Jason Pierre-Paul y Osi Umenyiora. Pierre-Paul acumuló 86 tacleadas y ocupó el cuarto lugar en la NFL con 16,5 capturas, lo que le valió la selección para el Pro Bowl, mientras que Umenyiora registró nueve capturas y dos balones sueltos forzados. Nueva York también tuvo una excelente defensa secundaria guiada por Corey Webster, que interceptó 6 pases. Los backs defensivos Kenny Phillips y Aaron Ross añadieron cuatro intercepciones cada uno, mientras que el safety Antrel Rolle interceptó dos pases y lideró al equipo en tacleadas con 96.
Los Gigantes en 2011 son el primer equipo en la historia de la NFL en llegar al Super Bowl con menos puntos anotados que permitidos después de haber sido superados por sus oponentes en la temporada regular (394 puntos anotados, 400 puntos permitidos).

### New England Patriots
Los Patriotas terminaron con un récord de 13-3, ganando la división Este de la AFC y afianzar el #1 de la AFC en los playoffs. Nueva Inglaterra perdió dos partidos consecutivos en la semana 8 y 9 en contra de los Acereros de Pittsburgh] y los Gigantes, respectivamente, antes de recuperarse para ganar sus partidos restantes de temporada regular. En los playoffs, Nueva Inglaterra derrotó a los Broncos de Denver en la ronda divisional y a los Cuervos de Baltimore en el Juego de Campeonato de la AFC.
El quarterback Tom Brady de 12 años de experiencia, se ganó su séptima selección al Pro Bowl. Desde que empezó la temporada, Brady completó el 65,6% de sus pases para un récord personal de 5246 yardas (el segundo total más alto en la historia de la NFL) y 39 pases de touchdown, con solo 12 intercepciones y un rating de 105,6. Brady también sumó 109 yardas y tres anotaciones por tierra. Su principal arma en el juego aéreo fue al Pro Bowl, el receptor Wes Welker, quien encabezó la NFL con 122 recepciones (22 recepciones por delante del segundo lugar) para 1569 yardas y 9 touchdowns. Nueva Inglaterra también tiene dos de los mejores alas cerradas de la NFL: Rob Gronkowski, que establece nuevos récords para la recepción de un ala cerrada (1327 yardas) y touchdowns (17), y Aaron Hernández, quien atrapó 79 pases para 910 yardas y 7 touchdowns, mientras que también corrió para 45 yardas. Otro elemento importante del juego aéreo fue el receptor veterano Deion Branch, quien atrapó 51 pases para 702 yardas y puntuó cinco veces. Los receptores Chad Ochocinco, Underwood Tiquan, Julian Edelman, y Slater Mateo también hicieron contribuciones menores al ataque aéreo.
Nueva Inglaterra tenía varios factores clave en el juego por tierra. Su corredor principal era BenJarvis Green-Ellis, quien corrió para 667 yardas y 11 touchdowns. El corredor Stevan Ridley añadió 447 yardas y obtuvo un promedio de 5,1 yardas por acarreo. Danny Woodhead contribuyó 351 yardas con un promedio de 4,6 yardas por acarreo, y ganó otras 437 yardas regresando patadas de salida. Nueva Inglaterra también tuvo una sólida línea ofensiva, que fue conducido por los guardias seleccionados para el Pro Bowl, Logan Mankins y Aguas Brian. Con todas estas armas, Nueva Inglaterra ocupa el tercer lugar en la NFL con 513 puntos.
La línea defensiva de los Patriotas contó con dos selecciones al Pro Bowl: Vince Wilfork, quien generó 3,5 capturas, dos intercepciones y un balón suelto forzado, y Andre Carter, quien contribuyó con 10 capturas y forzó dos balones sueltos. El ala defensiva Mark Anderson también fue una fuerza importante en la línea, generando 10 capturas y dos balones sueltos forzados por su cuenta. Detrás de ellos, Rob Ninkovich destacó como linebacker, produciendo 74 tacleadas, 6,5 capturas y dos intercepciones. En la secundaria, el esquinero Kyle Arrington tuvo una gran temporada, después de una intercepción en sus primeros tres años, Arrington interceptó siete pases en 2011, mientras que también lidera el equipo en tacleadas con 88.

### Playoffs
El #1 en la AFC, Nueva Inglaterra obtuvo un BYE en primera ronda y ventaja de que todos sus juegos fueran en su campo en los playoffs de la AFC. En la ronda divisional, los Patriots derrotaron a los Broncos de Denver liderados por Tim Tebow 45-10. Los Patriotas dominaron el juego, estableciendo nuevos récords de postemporada para la franquicia de yardas totales (509), puntos (45), y el margen de victoria (35). Tom Brady completó 18 de 25 pases para 246 yardas y el récord de 5 touchdowns en la primera mitad. La defensa de los Patriotas tuvo una interpretación memorable: Tebow se llevó a cabo a tan sólo 9 de 26 de pases y fue capturado cinco veces.
En el Juego de Campeonato de la AFC, los Patriotas se enfrentaron contra el #2 de la conferencia Cuervos de Baltimore. Joe Flacco, quien lanzó para más yardas y touchdowns en el mismo número de pases y de los intentos que Brady. Sin embargo, Nueva Inglaterra logró tomar una ventaja de 23-20 en el cuarto en un acarreo de 1 yarda por el mismo Brady. Con 1:44 restantes en el cuarto, Baltimore recibió el balón de vuelta con una última oportunidad de empatar o ganar el juego, Flacco enfiló a los cuervos hasta la yarda 14 de los Patriotas, pero éstos lograron mantenerlos allí, el esquinero Sterling Moore logró interrumpir 2 pases consecutivos desde la zona roja, uno de ellos a la zona de anotación. En la cuarta y última oportunidad, los Cuervos intentaron un gol de campo de 32 yardas de Baltimore con el pateador Billy Cundiff para empatar el partido y posiblemente llevarlo a tiempo extra. En uno de los finales más memorables de la historia de los playoffs de la NFL, Cundiff falló el tiro a la izquierda, lo que permitió a los Patriots avanzar al Super Bowl.
Los Gigantes terminaron la temporada como campeones de la NFC Este y el lugar #4 en la conferencia. Los Gigantes derrotaron los Halcones de Atlanta en la ronda de Comodines 24-2, el primer partido de playoffs en el estadio de MetLife. Eli Manning lanzó para 277 yardas y 3 touchdowns, sin intercepciones, los únicos puntos de Atlanta fueron de un safety provocado por Manning en su zona de anotación.
Los Gigantes luego pasaron a jugar contra el #1 de la conferencia y el campeón defensor del Super Bowl XLV, los Green Bay Packers en la ronda divisional. Los Gigantes nunca estuvieron en desventaja en el juego, ganando 37-20. Una de las jugadas claves en el juego fue un pase "Ave María" de Manning para Hakeem Nicks, dando a Nueva York una ventaja de 20-10 al final de la primera mitad. Como lo hicieron los Patriotas en el año 2007, los Gigantes generaron una gran presión sobre el mariscal de los Packers Aaron Rodgers, capturándolo en cuatro ocasiones y alterar su talentoso cuerpo de receptores. Ésta fue la primera vez en la historia de la NFL que un equipo con un récord de 15-1 no pasó de la ronda divisional en los playoffs.
Los Gigantes se enfrentaron al #2 de la NFC San Francisco 49ers en el Juego de Campeonato de la misma. El partido se fue a tiempo extra con un marcador de 17-17 en tiempo regular. Ambos equipos siguieron luchando en la ofensiva, hasta que Nueva York, con el apoyador Jacquian Williams le arrebató el balón al receptor Kyle Williams de San Francisco después de un regreso de patada de despeje. Los Gigantes recuperaron el balón en la yarda 24 de los 49ers, con un gol de campo de 31 yardas del pateador Lawrence Tynes, le dio la victoria a los Gigantes 20-17.

## Desarrollo
| Cuarto           | Tiempo restante  | Equipo               | Jugada | Duración de la jugada | Giants | Patriots |
| ---------------- | ---------------- | -------------------- | --- | --------------------- | ------ | -------- |
| 1                | 8:52             | New England Patriots | Safety (Tom Brady pase profundo al centro, incompleto. Castigo a NE, puesta a tierra intencional en la zona de anotación) | 0:08                  | 2      | 0        |
| 1                | 3:24             | New York Giants      | Touchdown (pase de 2 yardas de Eli Manning a Victor Cruz); punto extra es bueno                                           | 5:28                  | 9      | 0        |
|                  |                  |                      | |                       |        |          |
| 2                | 13:48            | New England Patriots | Field Goal (Stephen Gostkowski, 29 yardas)                                                                                | 4:36                  | 9      | 3        |
| 2                | 0:08             | New England Patriots | Touchdown (pase de 4 yardas de Tom Brady a Danny Woodhead); punto extra es bueno                                          | 3:55                  | 9      | 10       |
| Descanso         | Descanso         | Descanso             | Descanso | Descanso              | 9      | 10       |
| 3                | 11:20            | New England Patriots | Touchdown (pase de 12 yardas de Tom Brady a Aaron Hernández); punto extra es bueno                                        | 3:40                  | 9      | 17       |
| 3                | 6:43             | New York Giants      | Field Goal (Lawrence Tynes, 38 yardas)                                                                                    | 4:37                  | 12     | 17       |
| 3                | 0:35             | New York Giants      | Field Goal (Lawrence Tynes, 33 yardas)                                                                                    | 5:01                  | 15     | 17       |
|                  |                  |                      | |                       |        |          |
| 4                | 0:57             | New York Giants      | Touchdown (carrera de 6 yardas de Ahmad Bradshaw); conversión de dos puntos fallada                                       | 2:49                  | 21     | 17       |
| Puntuación final | Puntuación final | Puntuación final     | Puntuación final | Puntuación final      | 21     | 17       |

## Alineaciones Iniciales
| N.Y. Giants       | Posición | Posición | New England           |
| ----------------- | -------- | -------- | --------------------- |
| OFENSIVA          |          |          |                       |
| Victor Cruz       | WR       | WR       | Wes Welker            |
| David Diehl       | LT       | LT       | Matt Light            |
| Kevin Boothe      | LG       | LG       | Logan Mankins         |
| David Baas        | C        | C        | Dan Connolly          |
| Chris Snee        | RG       | RG       | Brian Waters          |
| Kareem McKenzie   | RT       | RT       | Sebastian Vollmer     |
| Jake Ballard      | TE       | TE       | Rob Gronkowski        |
| Hakeem Nicks      | WR       | WR       | Deion Branch          |
| Eli Manning       | QB       | QB       | Tom Brady             |
| Henry Hynoski     | FB       | RB       | BenJarvus Green-Ellis |
| Ahmad Bradshaw    | RB       | RB       | Danny Woodhead        |
| DEFENSIVA         |          |          |                       |
| Justin Tuck       | LE       | LB       | Tracy White           |
| Linval Joseph     | LDT      | DT       | Vince Wilfork         |
| Chris Canty       | RDT      | DT       | Kyle Love             |
| Jason Pierre-Paul | RE       | DL       | Brandon Deaderick     |
| Chase Blackburn   | MLB      | LB       | Rob Ninkovich         |
| Michael Boley     | WLB      | LB       | Jerod Mayo            |
| Corey Webster     | LCB      | LB       | Brandon Spikes        |
| Aaron Ross        | RCB      | LCB      | Devin McCourty        |
| Kenny Phillips    | SS       | RCB      | Kyle Arrington        |
| Antrel Rolle      | FS       | S        | James Ihedigbo        |
| Deon Grant        | S        | S        | Patrick Chung         |

## Entretenimiento

### Comerciales
Los comerciales fueron transmitido de acuerdo a la propaganda de promoción, ejemplo como antes de comenzar el Super Bowl Halftime Show de Madonna, Jay Leno presentó a la misma cantante (Madonna) para entrevistarla a su show en vivo, simulando que en el anuncio el teléfono sonaba el tono de Like A Virgin.

### Show de medio tiempo
El espectáculo de medio tiempo estuvo a cargo de la cantante estadounidense Madonna.
- Tema: "Politeísmo" (griego, egipcio y nórdico).
- Participantes: Madonna, OK Go, Cirque du Soleil, Nicki Minaj, M.I.A., LMFAO, Cee Lo Green, Avon High School Drumline, Center Grove High School Drumline, Fishers High School Drumline, Franklin Central High School Drumline, Southern University Dancing Dolls.
- Productor: Jamie King.
- Auspiciador: Bridgestone.
- Lista de canciones:
  - "Vogue" (Madonna)
  - "Music" / "Party Rock Anthem" / "Sexy and I Know It" (Madonna con LMFAO).
  - "Give Me All Your Luvin'" (Madonna con Nicki Minaj y M.I.A.)
  - "Open Your Heart" / "Express Yourself" (Madonna con Cee Lo Green).
  - "Like a Prayer" (Madonna con Cee Lo Green).

## Difusión en otros países
- Alemania: El partido fue transmitido en vivo por Das Erste.
- América Latina: El juego fue transmitido en vivo por ESPN HD y Fox Sports HD.
- Argentina: El partido fue transmitido en vivo por Fox Sports y ESPN.
- Australia: El juego fue transmitido en vivo por ESPN, One HD y Network Ten.
- Brasil: El partido fue transmitido en vivo por ESPN y ESPN HD.
- Bolivia: El partido fue transmitido en vivo por Fox Sports y ESPN.
- Canadá: El partido fue transmitido en vivo por la CTV, con sustitución simultánea en todos los anuncios de EE. UU. de conformidad con la legislación canadiense.
- Chile: El partido fue transmitido en vivo por Fox Sports y ESPN.
- Colombia: El partido fue transmitido en vivo por Fox Sports y ESPN.
- Dinamarca: El juego fue transmitido en vivo por TV3 +
- España: El juego fue transmitido en vivo por Canal+
- Francia: El partido fue transmitido en vivo por W9.
- Hungría: El juego fue transmitido en vivo por Sport 1.
- Israel: El partido fue transmitido en vivo por 2 ערוץ.
- México: El juego fue transmitido en vivo por Azteca 7 de TV Azteca y Canal 5 de Televisa en televisión abierta a nivel nacional, y por ESPN HD y Fox Sports HD en cable.
- Nicaragua: El partido fue transmitido en vivo por Fox Sports y ESPN.
- Noruega: El juego fue transmitido en vivo por NRK1.
- Países Bajos: El juego fue transmitido en vivo por ESPN.

Paraguay: El juego fue transmitido por ESPN y Fox Sports.
- Perú: El partido fue transmitido en vivo por Fox Sports y ESPN.
- Portugal: El partido fue transmitido en vivo por SportTV.
- Reino Unido e Irlanda: El juego fue transmitido en vivo en la BBC y Sky Sports.
- Rumanía: El juego fue transmitido en vivo por Sport 1.
- Suecia: el juego fue transmitido en vivo por TV10, Viasat Sport y Viasat Sport HD.
- Uruguay: El partido fue transmitido en vivo por Fox sports y ESPN.
- Venezuela: El partido fue transmitido en vivo por ESPN y ESPN HD.